# Childress (Teksas)

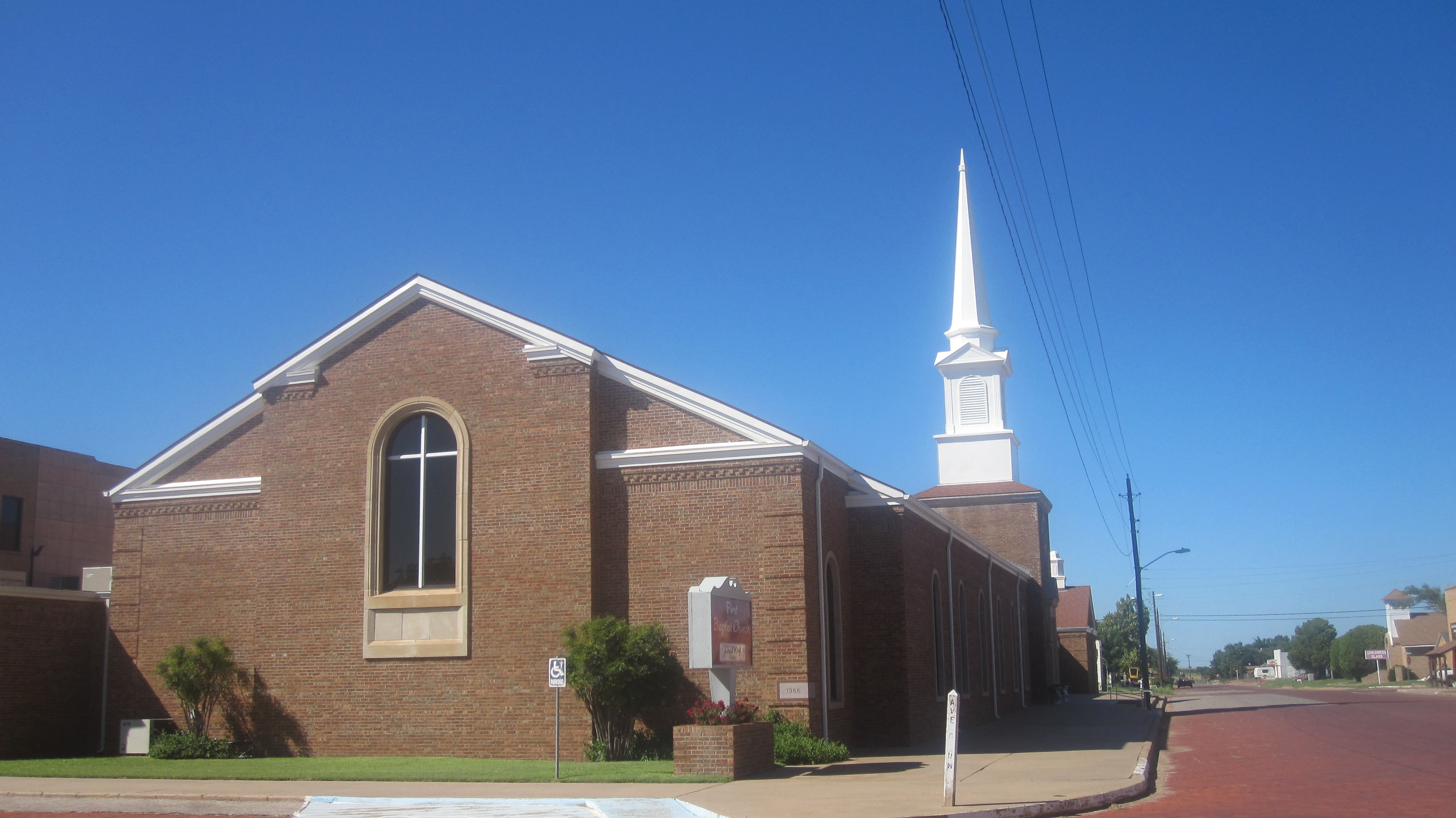
Kościół baptystyczny w Childress

Childress – jedyne miasteczko w hrabstwie Childress w Teksasie (USA). Według danych z 2023 liczyło 5770 mieszkańców (w tym 38,2% stanowili Latynosi). 